# ムチンガ州
ムチンガ州(ムチンガしゅう、英語：Muchinga Province)は、ザンビア東部の州。
州都はチンサリ。
2016年の人口は93万2700人で全国の5.9%を占め、10州中9位。
面積は8万7806km2で全国の11.7%を占め、10州中4位。
人口密度は10.6人/km2。

## 人口
- 1980年8月25日：27万6823人
- 1990年8月20日：40万492人
- 2000年10月20日：52万4186人
- 2010年10月16日：71万1657人
- 2016年7月1日：93万2700人[2]

## 隣接州
- 北：ムベヤ州
- 東：北部州
- 南：東部州
- 南西：中央州
- 西：ルアプラ州
- 北西：北部州

## 主要都市
人口は2010年の値。
- ナコンデ（英語版）：4万1836人
- ムピカ：3万9724人
- イソカ（英語版）：1万7295人
- チンサリ：1万5198人(州都)

## 行政区画

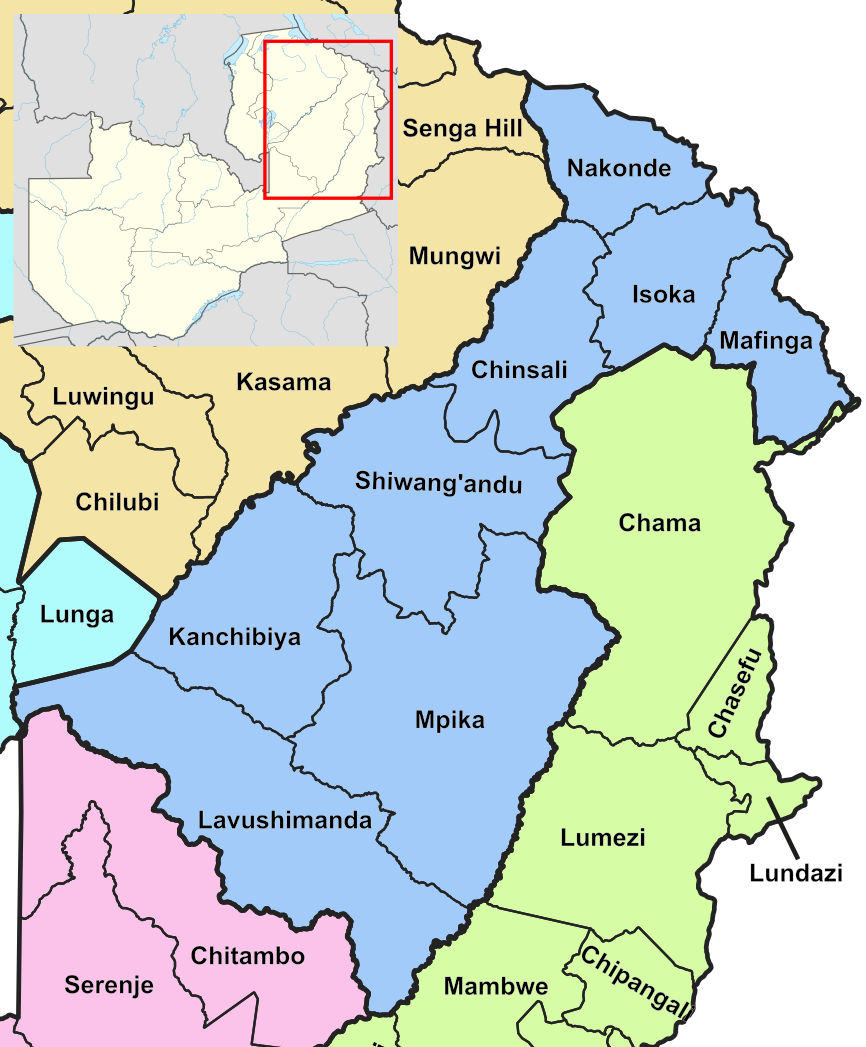
行政区画地図

以下の8地区から成る。
- イソカ地区（英語版）
- シワンガンドゥ地区（英語版）
- チャマ地区（英語版）
- チンサリ地区（英語版）
- ナコンデ地区（英語版）
- マフィンガ地区（英語版）
- ムピカ地区（英語版）

## 地理
北東～南西の向きにムチンガ山脈が聳え、インド洋に注ぐザンベジ川流域と、大西洋に注ぐコンゴ川流域を隔てる。
州の主要河川は、ザンビア川の支流のルアングワ川と、バングウェウル湖に注ぐチャンベシ川である。
ルアングワ川の水源は州内に有る。

## 国立公園
- ラヴシ・マンダ国立公園（英語版）
- 北ルアングワ国立公園（英語版）
- 南ルアングワ国立公園（英語版）

## 歴史
2011年10月、マイケル・サタ大統領がムチンガ州の設置を発表した。
11月、マロゾ・シチョネが州知事に任命された。
設置当初は東部州からチャマ地区を、北部州からイソカ地区、チンサリ地区、ナコンデ地区、ムピカ地区を移行した5地区体制だった。
2013年、イソカ地区を分割してマフィンガ地区を、チンサリ地区を分割してシワンガンドゥ地区が設置され、7地区体制になった。

## 2010年国勢調査
- 男女比=1：1.034(全国平均は1：1.028)[7]
- 識字率=63.5%(全国平均=70.2%)[8]
- 識字率=17.01%[9]
- 結婚中間年齢=20.1歳[10]
- 平均世帯規模=5.1人(男性家主=5.4人、女性家主=4.1人)[11]
- 有権者率=63.8%[12]
- 失業率=6.4%
- 合計特殊出生率=7.0人
- 完全出生率=6.4人
- 粗出生率=40.0人
- 未成年女性出産人数=854人
- 総合出生率=175人
- 総再生産率=2.8人
- 純再生産率=2.1人[13]
- 労働力人口率=61.9%
- 男性労働率=67.9%
- 女性労働率=56.3%
- 年間労働力増加率=3.6%[14]
- 最大言語=ベンバ語
- ベンバ語話者率=46.9[15]
- アルビノ人口=1634人[16]
- 平均寿命=53歳(全国平均=51歳)[17]

## 交通
南西～北東にタンザン鉄道が走り、カピリ・ムポシやルサカと繋がっている。
ルサカとタンザニアを結ぶ道路はムチンガ州のムピカやイソカを通る。
また、ムピカから北のカサマへと分岐する。
大東部道路はチャマからルアングワ川沿いにチクビやペタウケを経由し、ルサカへと至る。